# Турако Шалова
Tauraco schalowi (лат.) — вид птиц из семейства тураковых.
Видовое название дано в честь немецкого орнитолога Германа Шалова (нем. Herman Schalow; 1852—1925).

## Описание
Птица среднего размера, длиной 41—44 см. Масса — 200—270 г. Оперение зелёного цвета. Крылья, задняя часть спины и хвост более тёмной голубовато-зеленой окраски. Маховые перья — красного цвета. На голове есть сравнительно большой гребень зелёного цвета с белыми кончиками. Голая кожа вокруг глаза ярко-красная, короткая белая линия над глазом и более длинная белая линия под глазом. Клюв короткий, крючковатый, чёрного цвета.

## Распространение
Вид встречается в лесистых плато и высокогорьях внутренних районов Южной Африки. Распространён в Замбии, центральной части Анголы, на юге Демократической Республики Конго, высокогорье южной Кении, северной и западной Танзании и западной Малави. Очень редок в Ботсване, Намибии и Зимбабве.

## Поведение
Живут парами или небольшими группами до 30 птиц. Проводит большую часть своего времени среди веток деревьев, хотя может регулярно спускаться на землю, чтобы попить. Питается плодами, цветами, семенами, реже — насекомыми. Сезон размножения начинается с сезоном дождей. Гнездо строит среди ветвей высокого дерева. В кладке 2—3 яйца. Инкубация длится 22—23 дня. Через 2—3 недели птенцы становятся достаточно сильными, чтобы выбраться из гнезда, и начинают летать ещё через 1—2 недели.